# لعوینات
لعوینات (به فرانسوی: Laaouinate) یک شهرک در مراکش است که در استان جراده واقع شده‌است. لعوینات ۳٬۷۹۰ نفر جمعیت دارد.